# ゲール文字
ゲール文字(ゲールもじ)は、アイルランド文字、ゲール書体などとも呼ばれ、アイルランド語を印刷するための、インシュラー体に属する書体である。16世紀から20世紀半ばまで広く使われたが、現在はほとんど使われない。すべてのゲール書体について「ケルト書体」あるいは「アンシャル体」と言われることがあるが、実際には大部分のゲール書体はアンシャル体ではない。17世紀の古英語用の書体もこの範疇に含められることがある。古英語用の字もゲール文字も手書き用のインシュラー体の文字に由来している。
「ゲール文字」ないし「アイルランド文字」という語は、アイルランド語では cló Gaelach ([kɫ̪oː ˈɡˠeːɫ̪əx]) と翻訳される。アイルランドでは、cló Gaelach は、cló Rómhánach (ラテン文字)の対になる語として使われる。

## 特徴

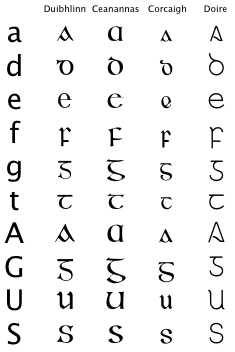
ゲール文字の諸書体の一覧

ラテン文字の26字に加えて、ゲール文字のタイプフェイスはアキュート・アクセントつきのすべての母音(Áá Éé Íí Óó Úú)と、上ドットのついた子音(Ḃḃ Ċċ Ḋḋ Ḟḟ Ġġ Ṁṁ Ṗṗ Ṡṡ Ṫṫ)、およびアイルランド語の agus (「…と」)のために用いるティロ式記号の et (⁊)を含んでいなければならない。そのほかにゲール文字のタイプフェイスはしばしばインシュラー体の s と r を用意しており、また初期のタイポグラフィで使われ、手書きの伝統に由来する合字を含むものもある。小文字の i は上の点なしに書かれ(ただしトルコ語の点のない i とは別物)、d、f、g、t はインシュラー体と同じ形をしている。
現代の多くのゲール文字のタイプフェイスは、(アイルランド語正書法で使われない) j、k、q、v、w、x、y、z についてもゲール文字式の字体を含み、また通常は他のケルト語派の言語用の少なくとも母音字を持っている。また、& と ⁊ を区別する(伝統的なタイポグラフィも同様であった)。ただし、両方とも「…と」を意味するため、現代のフォントのいくつかは、アンパサンドをティロ式記号で置きかえている。

## 起源

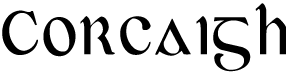
ゲール文字の Corcaigh フォントで「Corcaigh」と書いた例

アイルランドのアンシャル体の文字は、ラテン文字の「インシュラー」(島)変種と同様、中世の手書き文字に由来する。ゲール文字の最初の活字は1571年にエリザベス1世がアイルランドのローマ・カトリック教徒を英国教に改宗させるために依頼したカテキズムを印刷するために設計された。

## 使用
ゲール文字の印刷は、20世紀半ばまでアイルランドでは普通に行われていた。しかし現在ではゲール文字は装飾目的を除いて、めったに印刷されることはない。例えば、伝統的なアイルランドの新聞の多くは今も最初のページの誌名の部分をゲール文字で記しているほか、パブの看板や、グリーティング・カードや、ディスプレイ広告に使われている。エドワード・ルイドのコーンウォール語文法では、[ð] や [θ] などの音を示すのにゲール文字を使用している。

## Unicode のゲール文字
Unicode はゲール文字をラテン文字のフォント差とみなしている。小文字のインシュラー体の G (ᵹ) はアイルランド語学で [ɣ] を表す音声記号として使われているため、Unicode 4.1 で音声記号拡張ブロックに追加された。
Unicode 5.1 (2008年) ではさらに大文字の G (Ᵹ) を追加し、そのほかに エドワード・ルイドが1707年の『Archaeologia Britannica』でコーンウォール語の科学的正書法のために使ったという理由で D、F、R、S、T の大文字と小文字を追加した。
- Ᵹ ᵹ インシュラー体G (U+A77D, U+1D79)
- ◌ᷘ 上つきの小文字インシュラー体D　(U+1DD8) （古ノルド語で使用[1]）
- Ꝺ ꝺ インシュラー体D (U+A779, U+A77A)
- Ꝼ ꝼ インシュラー体F (U+A77B, U+A77C)
- Ꝿ ꝿ 180度回転したインシュラー体G (U+A77E, U+A77F)
- Ꞃ ꞃ インシュラー体R (U+A782, U+A783)
- Ꞅ ꞅ インシュラー体S (U+A784, U+A785)
- Ꞇ ꞇ インシュラー体T (U+A786, U+A787)

|        | 0 | 1 | 2 | 3 | 4 | 5 | 6 | 7 | 8 | 9 | A | B | C | D | E | F |
| U+1D7x |   |   |   |   |   |   |   |   |   | ᵹ |   |   |   |   |   |   |
| U+1DDx |   |   |   |   |   |   |   |   | ◌ᷘ |   |   |   |   |   |   |   |
| U+204x |   |   |   |   |   |   |   |   |   |   | ⁊ |   |   |   |   |   |
| U+A77x |   |   |   |   |   |   |   |   |   | Ꝺ | ꝺ | Ꝼ | ꝼ | Ᵹ | Ꝿ | ꝿ |
| U+A78x |   |   | Ꞃ | ꞃ | Ꞅ | ꞅ | Ꞇ | ꞇ |   |   |   |   |   |   |   |   |

## 例
上の各図の最初の文はパングラムになっている。
Ċuaiġ bé ṁórṡáċ le dlúṫspád fíorḟinn trí hata mo ḋea-ṗorcáin ḃig.

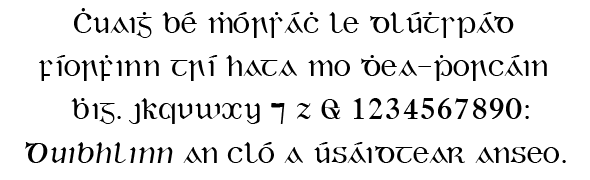
Duibhlinn (1906年のモノタイプシリーズ24 Aを元に作られた1993年のデジタルフォント)

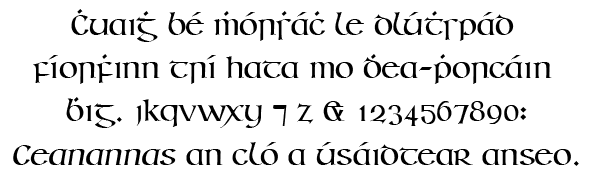
Ceanannas (アーサー・ベイカーによりケルズの書のレタリングを元に作られた1993年のデジタルフォント)

と書いてあり、「大いに満足した女は本当に白く濃い鋤で私のよく小さく太らせた豚の帽子を突き通した」という意味である。
2番目(一番下)の文は、
Duibhlinn/Ceanannas an cló a úsáidtear anseo
と書いてあり、「Duibhlinn/Ceannanas はここで使われているフォントである」という意味である。2番目の文は短い r と s を使っており、1番目の文では長い r と s を使っている。

## ギャラリー

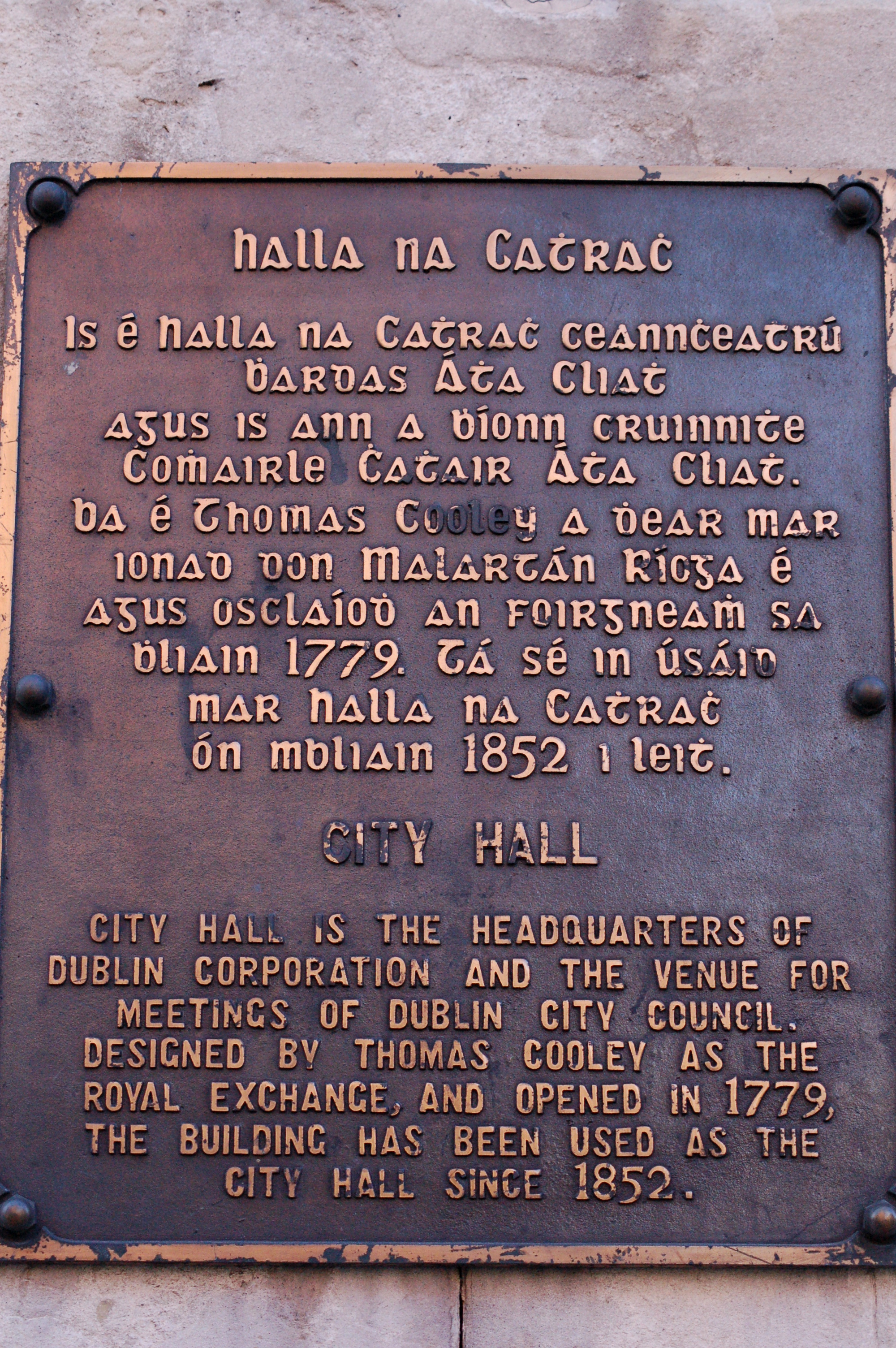
ダブリン城に近いダブリン市役所の由来を示す飾り板にゲール文字を使用
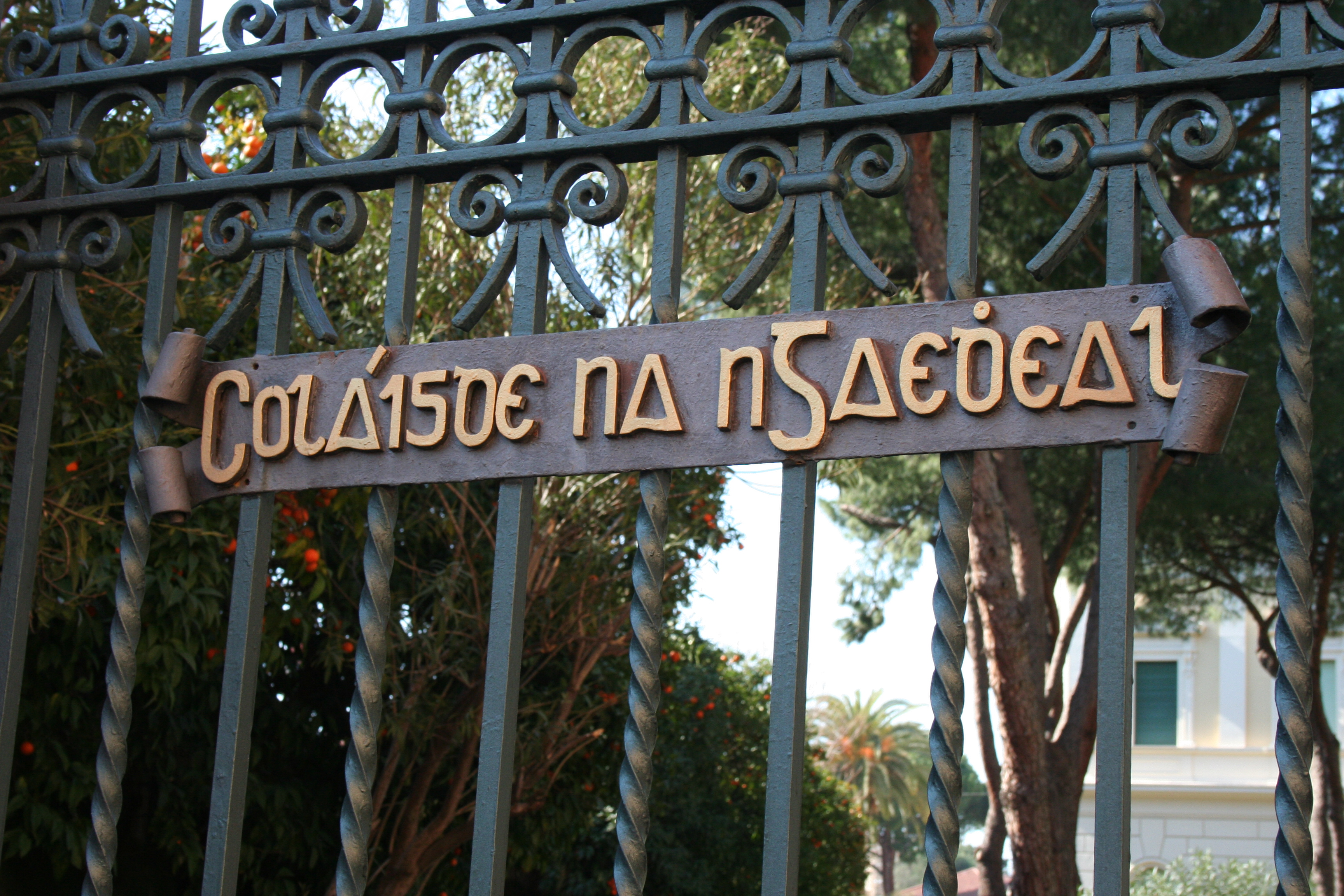
ローマの教皇庁立アイルランド大学の門に使われているゲール文字
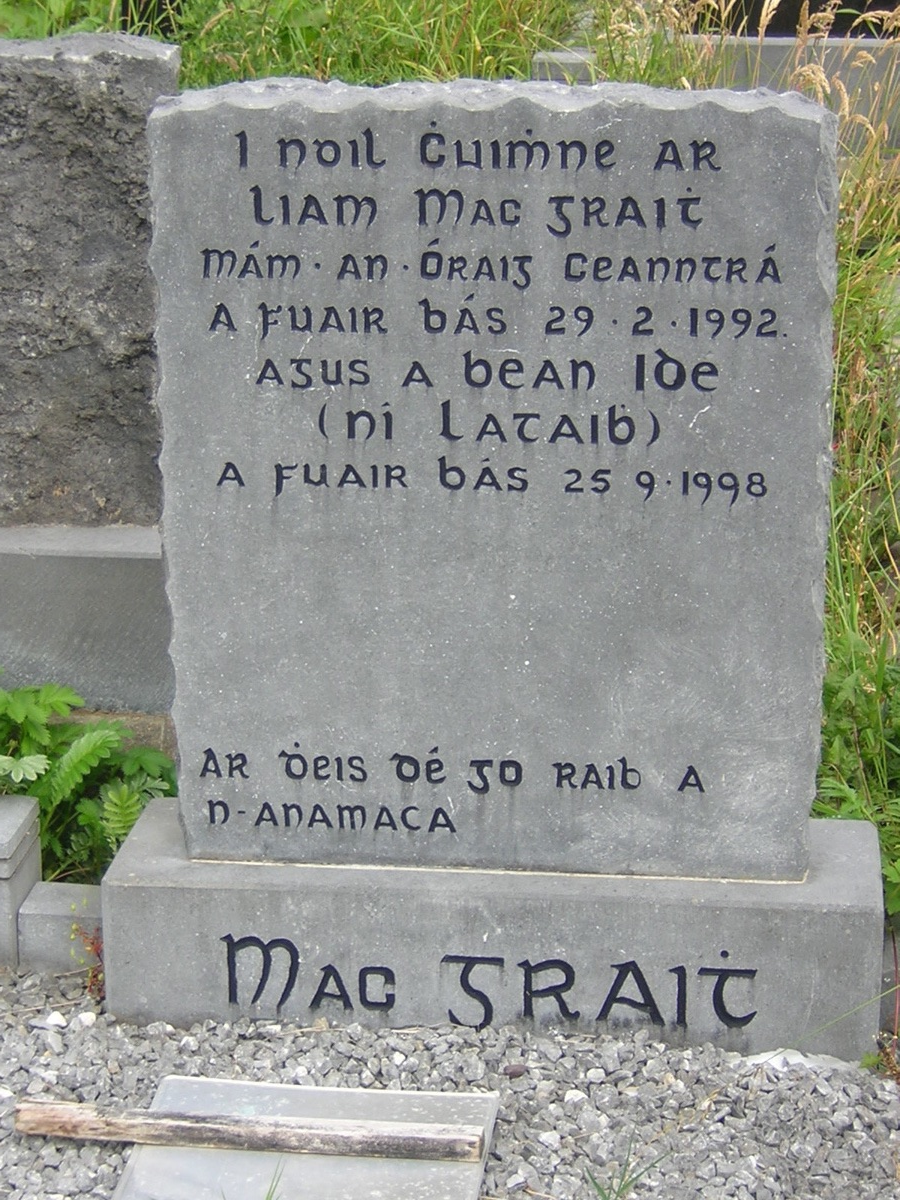
ケリー県の墓石に刻まれたゲール文字
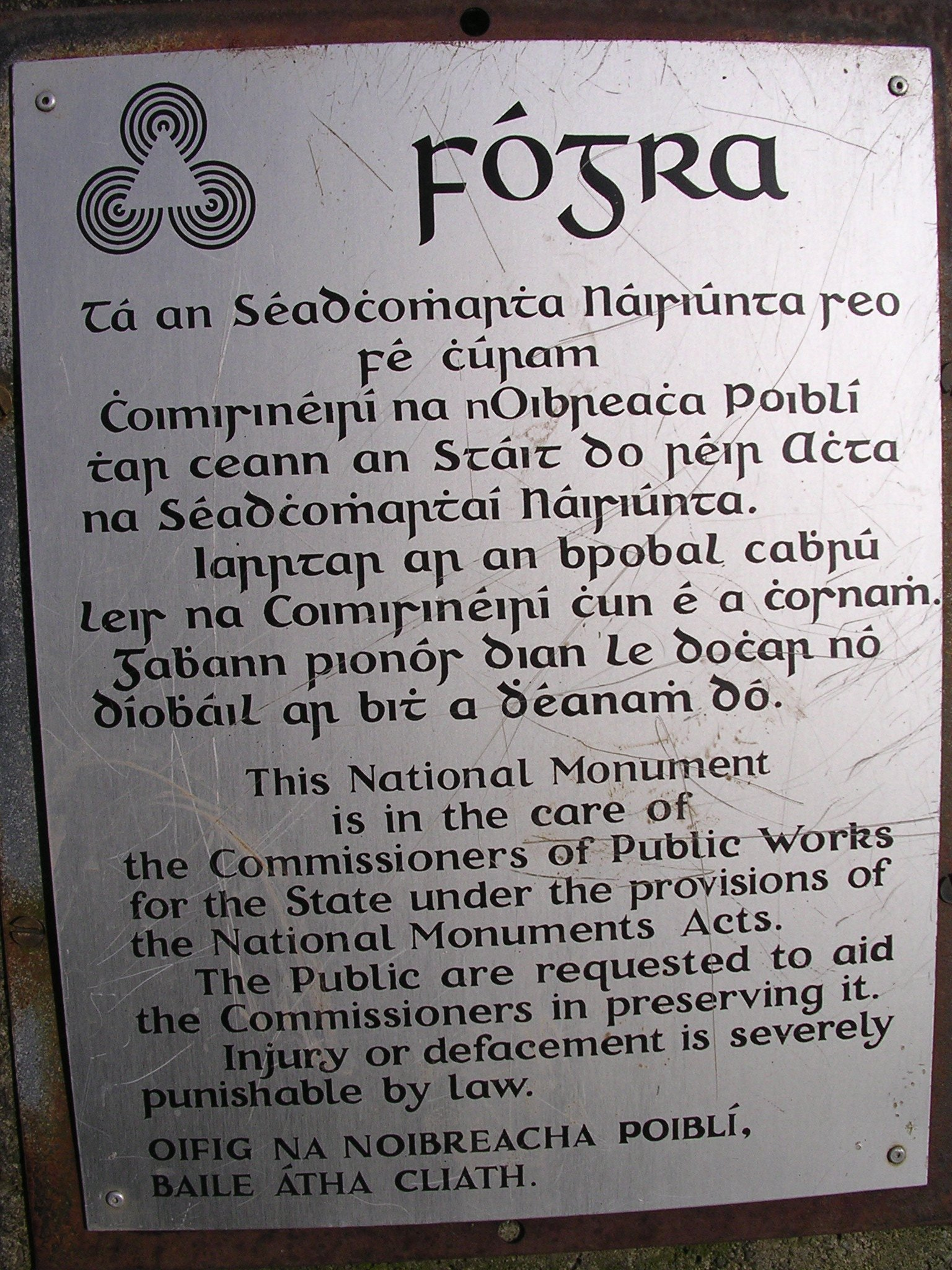
アイルランドのナショナル・モニュメントの説明に使われるゲール文字

## 関連文献
- Lynam, E. W. (1969). The Irish character in print: 1571–1923. New York: Barnes & Noble (初版は Transactions of the Bibliographical Society, 4th Series, Vol. IV, No. 4, March 1924 の Oxford University Press による抜刷)
- McGuinne, Dermot. Irish type design: A history of printing types in the Irish character. Blackrock: Irish Academic Press. ISBN 0-7165-2463-5